# Pet d'aisselle
Un pet d'aisselle ou pet de dessous de bras est la simulation du son d'une flatulence effectué en créant une poche d'air entre l'aisselle d'un bras partiellement levé et la main, puis en fermant rapidement la poche par le rapprochement du bras du torse. Cette action pousse l'air contre la peau, créant le bruit de pet. Souvent utilisés pour un effet humoristique et comique, les pets d'aisselle peuvent être considérés comme juvéniles ou grossiers. L'humour lié aux flatulences est le plus ancien au monde.  
Le son produit par des pets d'aisselles peut accompagner le chant ou un autre rythme.

## Dans la culture populaire
La pratique du pet d'aisselle est l'une des facéties préférées du personnage de Bart Simpson dans la série télévisée d'animation Les Simpson.